# مرزبان
مرزبان ( الترجمة بالفارسية الوسطى: مرزوبن، مشتقة من مرز "حواف، حدود" واللاحقة -بان "الوصي"؛ بالفارسية الحديثة: مرزبان) كانوا فئة من المرغريف، مراقبي المسيرات، وبالتالي القادة العسكريين، المسؤولين عن المقاطعات الحدودية للإمبراطورية البارثية (247 قبل الميلاد – 224 م) ومعظم الإمبراطورية الساسانية (224 – 651 م) في إيران.